# William Hutton
Pour les articles homonymes, voir Hutton.
William Hutton est un géologue et un paléontologue britannique, né le 26 juillet 1797 à Sunderland et mort le 20 novembre 1860.

## Biographie
Il devient membre de la Société géologique de Londres en 1828 puis, l’année suivante, membre fondateur, cosecrétaire et conservateur honoraire de la Society of Northumberland, Durham and Newcastle upon Tyne. De 1830 à 1835, il est cosecrétaire de la Newcastle Literary, Scientific and Mechanical Institution et en 1835 son cosecrétaire.
Avec John Lindley (1799-1865), il fait paraître de 1831 à 1837, The Fossil Flora of Great Britain, or Figures and Descriptions of the Vegetable remains found in a Fossil State in the Country, en trois volumes.